# كورتيس بارين
كورتيس بارين (بالإنجليزية: Kurtis Byrne)‏ (9 أبريل 1990 بدبلن في جمهورية أيرلندا - ) هو لاعب كرة قدم أيرلندي في مركز الهجوم. شارك مع منتخب جمهورية أيرلندا تحت 17 سنة لكرة القدم. أما مع النوادي، فقد لعب مع نادي بريتشين سيتي ونادي بوهيميان ونادي دوندالك ونادي روس كاونتي ونادي هيبرنيان ونادي إيست فيف ونادي ألوا أثليتيك ونادي ستيرلينغ ألبيون.

## وصلات خارجية
- كورتيس بارين على موقع قاعدة بيانات كرة القدم.إي يو (الإنجليزية)
- كورتيس بارين على موقع Soccerbase.com (لاعب) (الإنجليزية)
- كورتيس بارين على موقع Soccerway.com (الإنجليزية)
- كورتيس بارين على موقع عالم كرة القدم.نت (الإنجليزية)